# Edgar Albert Smith

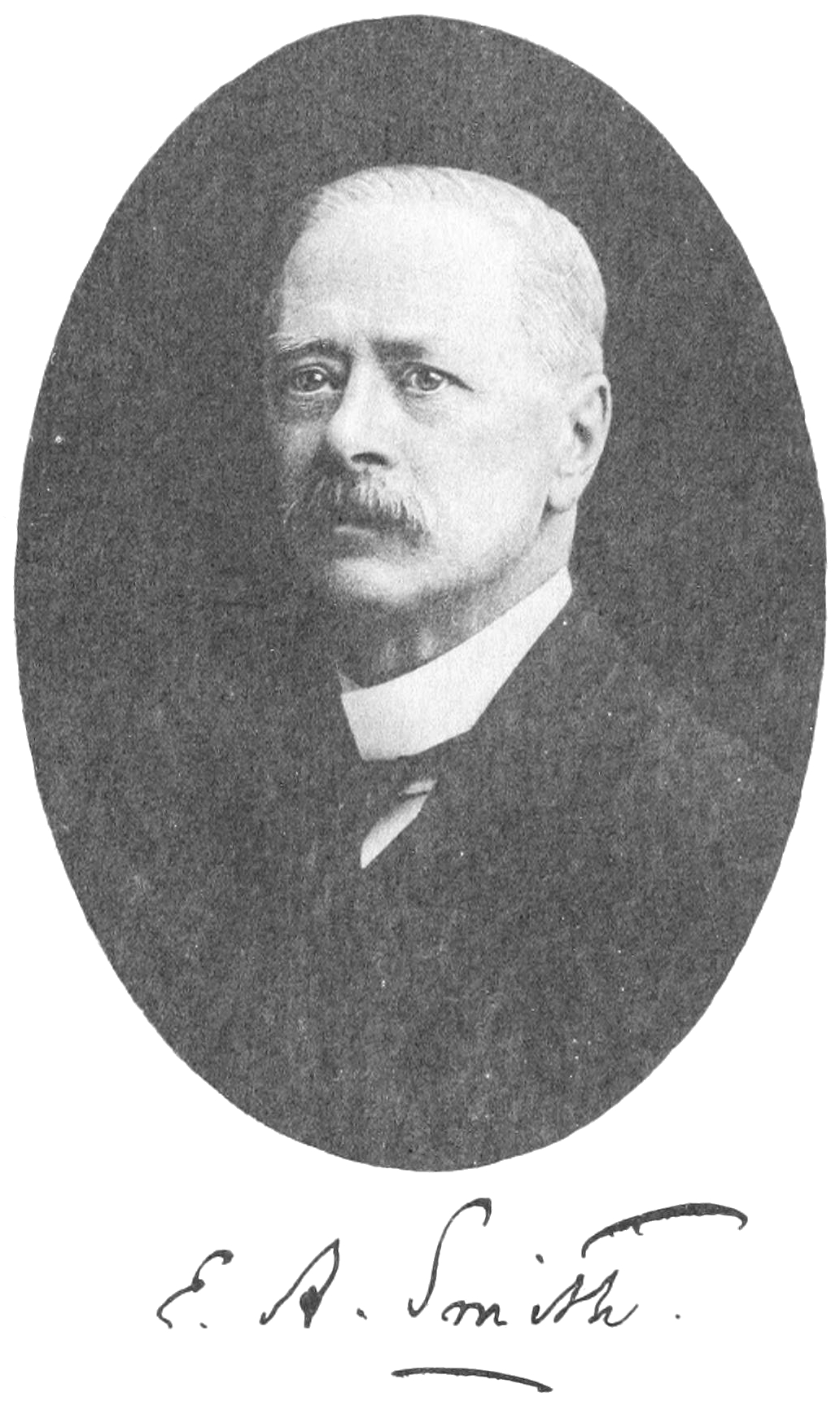
Edgar Albert Smith

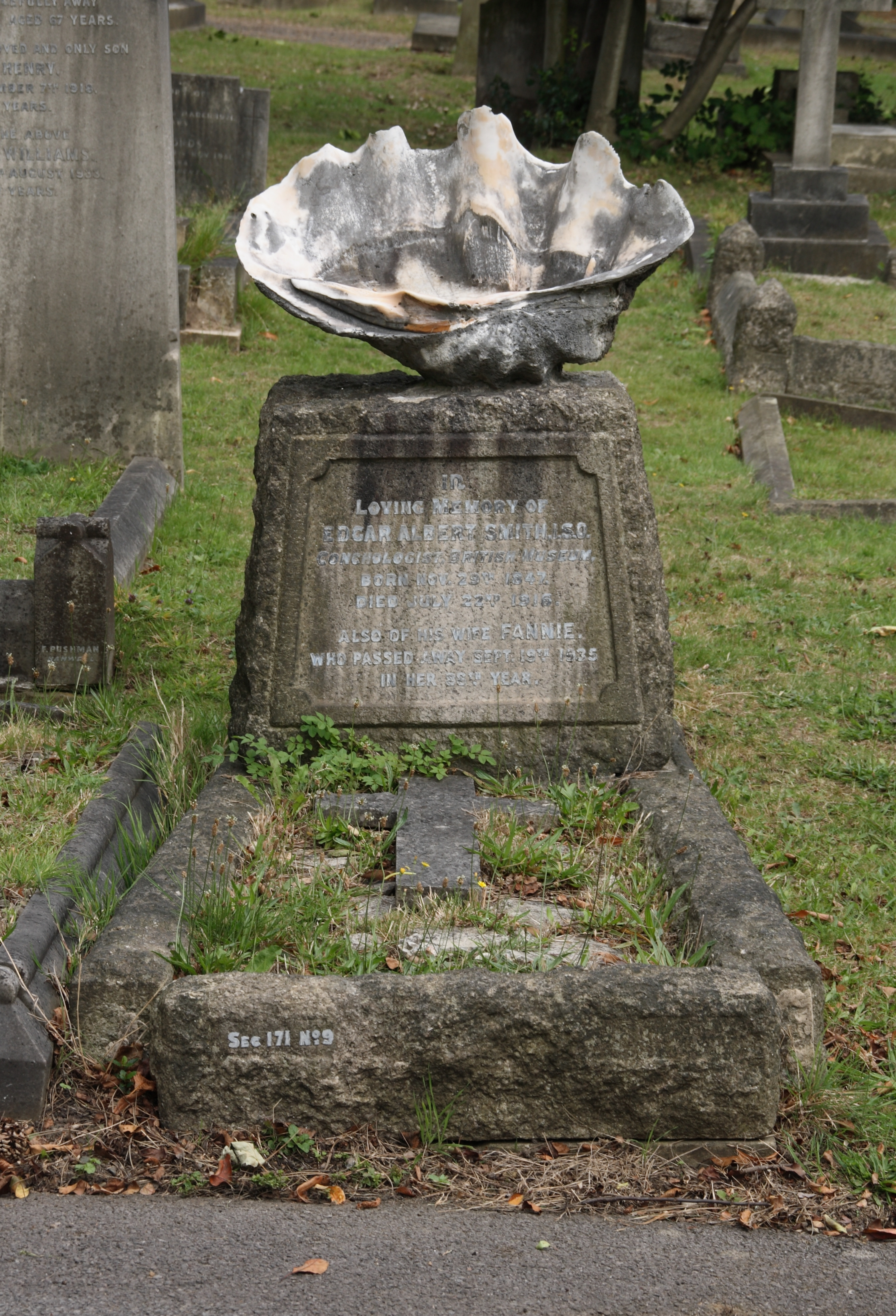
Grab von Smith mit Riesenmuschel, Hanwell Cemetery, London

Edgar Albert Smith (* 29. November 1847 in London; † 22. Juli 1916 in Acton, London) war ein britischer Zoologe (Malakologe).

## Leben
Er war der Sohn des Entomologen Frederick Smith am British Museum (heute Natural History Museum) und war ab 1867 selbst am Museum, an dem er von 1895 bis 1913 stellvertretender Curator war, ab 1871 zuständig für die Mollusken. Bis 1878 war er auch für die übrigen marinen Wirbellosen außer Krebstieren zuständig. Er organisierte auch den Umzug der Molluskensammlung von Bloomsbury nach South Kensington, dem neuen Sitz des Museums. 1912 ging er in den Ruhestand.
Er bearbeitete anfangs die berühmte Sammlung von Hugh Cuming, die das Museum 1846 erwarb, später verschiedene Sammlungen von Expeditionen wie der der Erebus unter James Clark Ross, der Arktis-Expedition der Discovery, der Southern-Cross-Expedition, der Discovery-Expedition, der Terra-Nova-Expedition oder der Challenger-Expedition.
1890 war er Präsident der „Gesellschaft für Conchologie von Großbritannien und Irland“ (Conchological Society of Great Britain and Ireland) und von 1901 bis 1903 der „Gesellschaft für Malakologie von London“ (Malacological Society of London), die er mit gründete und deren Tätigkeitsberichte er herausgab. 1903 wurde ihm der königliche Verdienstorden (Imperial Service Order) verliehen.
Er erstbeschrieb u. a. mehrere Crenella-Arten und viele Mollusken aus dem Gebiet der großen Seen in Ostafrika.